# Кам'яна сіль

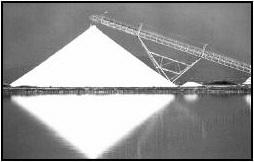
Виробництво кам'яної солі на острові Лесбос (Греція)

Кам'яна́ сіль — осадова гірська порода, складена більше, ніж на 90 % галітом. Також галіт часто називають кам'яною сіллю. Її використовують у кулінарії як приправу.

Гірнича виробка у соляній шахті Соледару, Донецька область

Квітка з кам′яної солі. Виконана на стінці виробки у соляній шахті. м. Соледар

## Склад і властивості
Кам'яна сіль — безбарвна або сніжно-біла, частіше забарвлена домішками глин, тальку (сіра), оксидами і гідрооксидами заліза (жовта, оранжева, рожева, червона), бітумами (бура) осадова гірська порода з групи евапоритів.
Містить хлориди і сульфати натрію, калію, магнію і кальцію, броміди, йодиди, борати, гіпс, домішки карбонатно-глинистого матеріалу, доломіт, анкерит, магнезит, бітуми тощо.

## Види
Залежно від умов формування родовищ, кам'яну сіль поділяють на види:
- розсоли сучасних соляних басейнів,
- соляні підземні води,
- поклади мінеральних солей сучасних соляних басейнів,
- викопні поклади (найважливіші для промисловості).

За місцем розташування покладів і способом видобутку розрізняють сіль самосадну (озерну), садну (з морської води), кам'яну (з надр землі) і виварну (з підземних розчинів).

## Поклади
Поклади кам'яної солі відомі у всіх геологічних системах. Найважливіші зосереджені в кембрійських, девонських, пермських і третинних відкладах. Кам'яна сіль складає потужні пластові поклади і ядра склепінчастих структур (соляних куполів і штоків), утворюють прошарки, лінзи, гнізда і вкраплення в інш. породах.
Див. Слов'янське родовище кам'яної солі

## Запаси
Значні запаси кам'яної солі відомі в: Україні, Польщі, ФРН, Італії, США, Канаді, Індії та ін. Видобуток кам'яної солі здійснюється підземним і відкритим способами, а також підземним водним вилуговуванням. Перші відомості про видобуток кам'яної солі в Україні Передкарпаття) датуються ХІІ ст. Сьогодні кам'яну сіль в Україні видобувають із Солотвинського, Роменського, Слов'янського, Бахмутського і Артемівського родовищ. Крім того, кам'яну сіль із ропи Сивашу виробляють на Генічеському заводі (Херсонщина).

## Використання кам'яної солі
Кам'яну сіль, окрім харчової галузі, часто використовують на різноманітних виробництвах,  серед найпопулярніших:
- виробництво целюлози та паперу;
- виготовлення мийних засобів;
- великі об'єми солі йдуть використовують для виробництва пластмас, бетону;
- в текстильній промисловості використовують як засіб для фіксації кольору барвника.

## Кам'яна сіль в харчовій промисловості

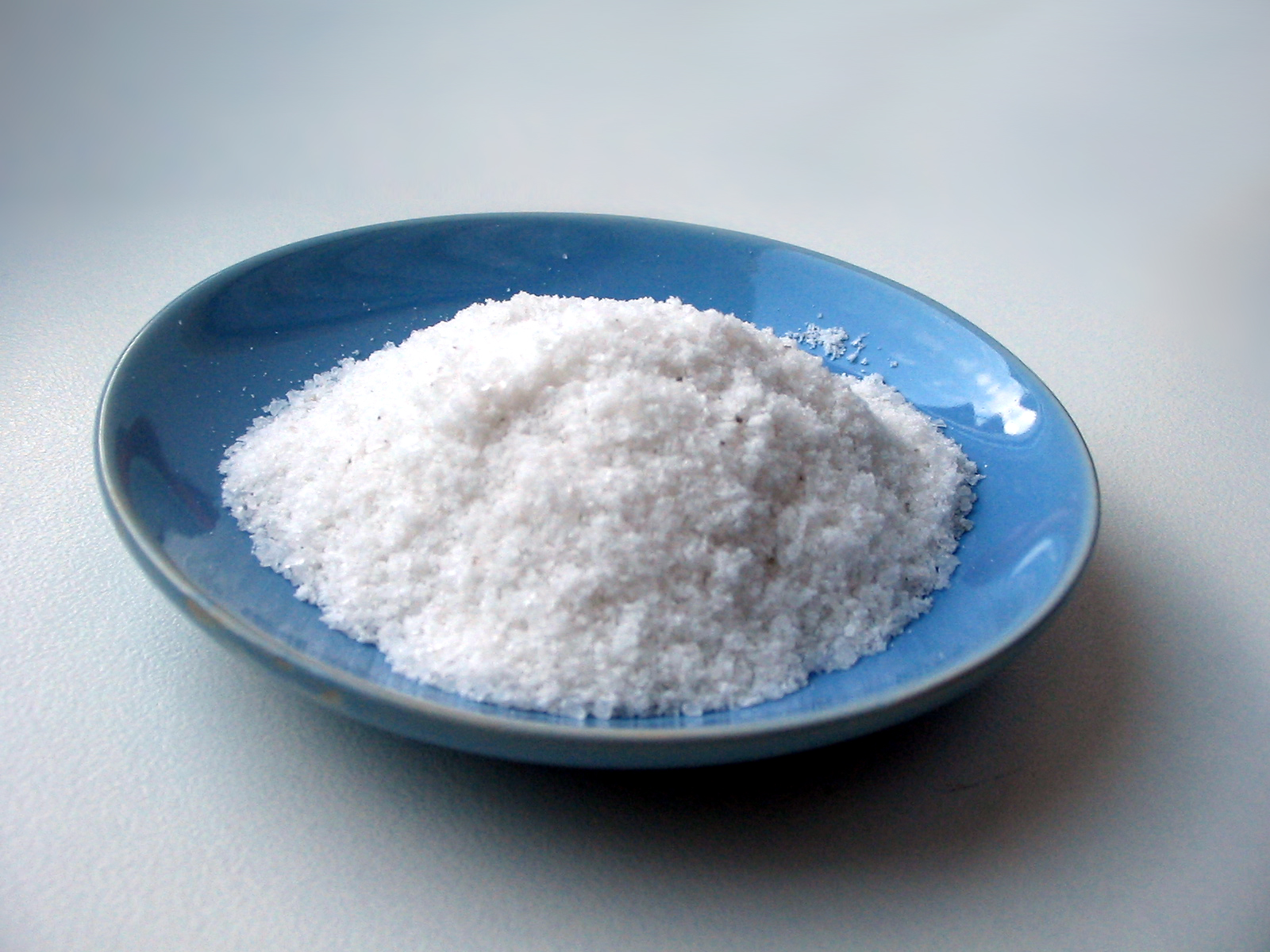
Сіль кухонна кам'яна помолу № 1

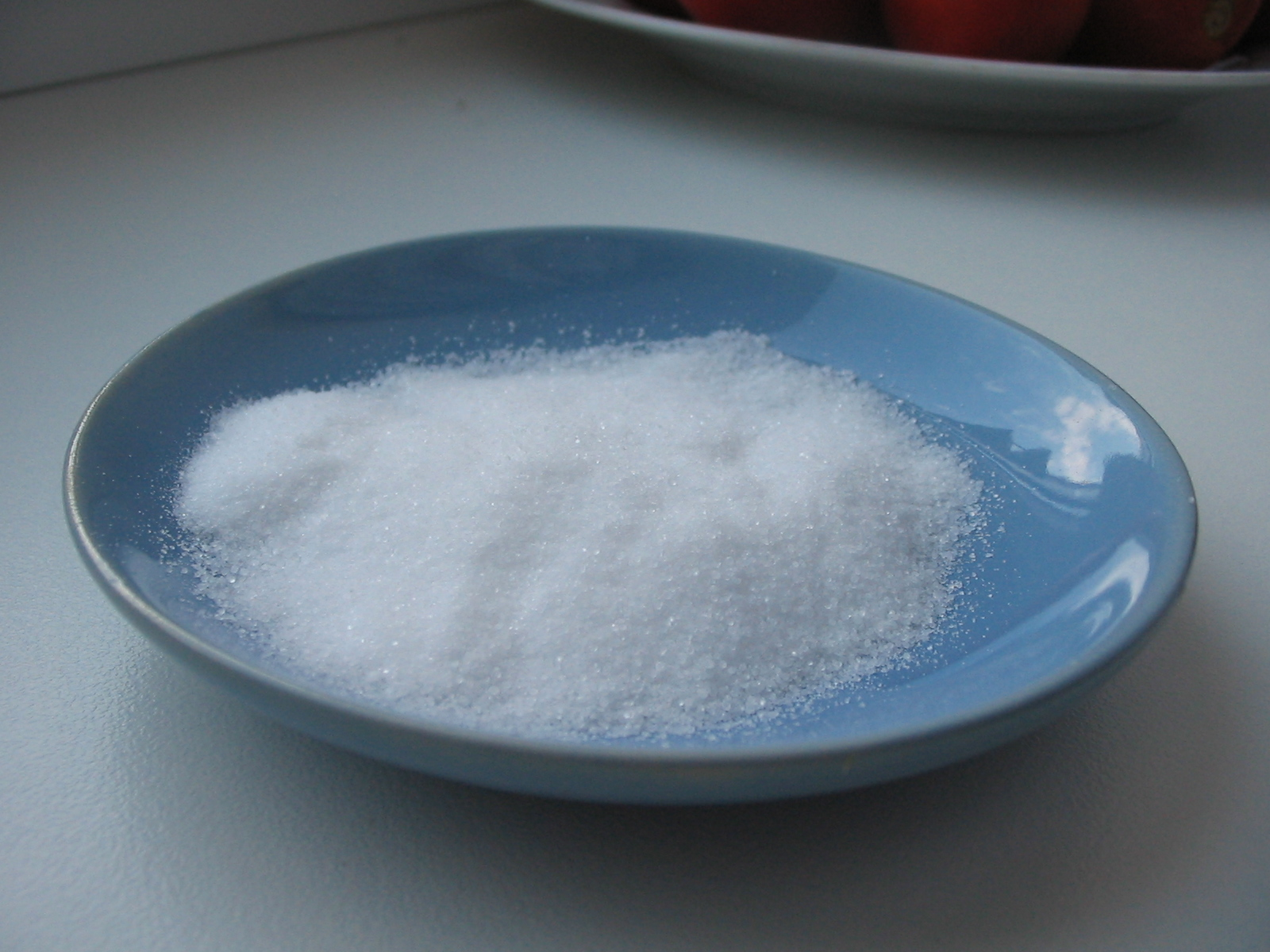
Сіль кухонна виварна «Екстра»

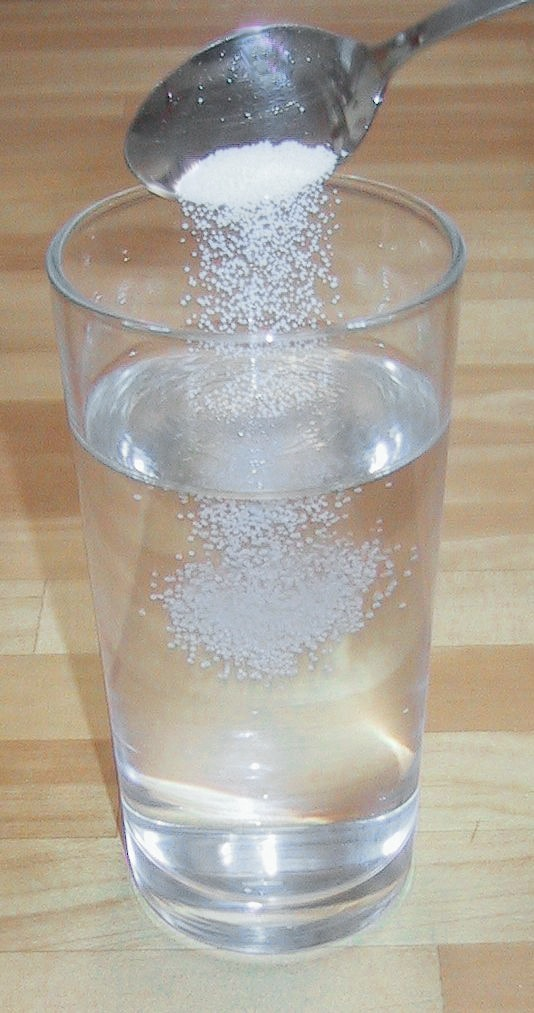

Кам'яна сіль, яку використовують у харчовій промисловості, містить 97-99 % хлористого натрію NaCl, і невелику кількість солей кальцію, магнію, калію, які надають їй гігроскопічності, жорсткості і гіркуватого присмаку. Чим менше в солі цих домішок, тим вища її якість. Сіль використовують як смакову речовину і для консервування харчових продуктів.
Для осіб, що мають захворювання щитоподібної залози, сіль випускають з додаванням йодиду калію. Таку сіль називають йодованою. Вона містить 25 г йодиду калію на 1 т солі. Йодована сіль зберігається не більше 6 міс.
Добова норма фізіологічно обґрунтована норма споживання солі для людини 4-6 грамів, однак традиційно в багатьох країнах вона значно вище — біля 10-20 грамів. Оскільки в Україні солиться більшість приготованих продуктів як то ковбаса, сир, хліб тощо, фактично для того щоб залишитися в межах норми споживання достатньо взагалі не солити зумисне їжу.
Сіль є регулятором осмотичного тиску, водяного обміну, сприяє утворенню соляної кислоти шлункового соку, активізує діяльність ферментів. Але надмірне (понад норму) вживання солі сприяє підвищенню кров'яного тиску, хворобам нирок та серця.
Історія. Первинні технології виробництва солі
Найбільш імовірно, що перше знайомство людини з сіллю відбулося на узбережжі теплих морів, де на мілководді морська вода інтенсивно випарювалась під дією високих температур і вітру, а в осаді накопичувалась сіль. За образним виразом Піфагора, «сіль була народжена найшляхетнішими батьками: сонцем і морем».
Технологія виробництва солі полягала в тому, що соляну ропу витягали кінським приводом із шахт, що звалися «криниці» або «вікна» і були досить глибокими — 60–90 м. Витягнуту суровицю виливали в спеціальний резервуар — творило, звідки вона через отвори стікала в нижній резервуар — кадіб, а з останнього по системі ринв подавалася у дерев'яні вежі. Тут її розливали по великих нанвах і черінях — сковородах з площею від 5 до 30–40 м, на яких вона виварювалася.

## Виробництво солі в Україні
Україна має великі та унікальні за якістю поклади сировини для кухонної солі. За хімічною чистотою їх можна вважати найкращими у світі. Основні запаси розташовані на території Донбасу, Придніпровської низовини, Прикарпаття та Закарпаття, а також у Криму.
Видобуток кам'яної та кухонної солі в Галичині у 1900 p. становив 145 тис.т, у 1908 p. — понад 1800 тис. т., ця територія України, яка тоді була під владою Австро-Угорщини давала 64% видобутку солі в Австро-Угорщині. Видобування солі було державною монополією. Уряд встановлював на неї високі ціни і більшість селян страждало від «соляного голоду».
Крім кам'яної солі, є родовища, представлені ропою озер, а також пов'язані зі зосередженням підземних розсолів. Запаси кам'яної солі та природних розсолів в Україні досить значні і при сучасному рівні видобутку практично невичерпні (їх запаси становлять понад 9 млрд т по категорії А + В + С).
Найбільші запаси кам'яної солі зосереджені на Донбасі, де у потужних пластах на незначних глибинах (Слов'янськ, Бахмут) залягають ресурси дуже високої якості. Загальна потужність шару солі в Донбасі коливається від 100 до 200 м. Тут видобувається найбільша кількість кам'яної солі в Європі. В обмежених обсягах кам'яну сіль видобувають у Дрогобичі, Калуші, Долині (Прикарпаття). Родовища кам'яної солі виявлено також на Лівобережжі — в межах Дніпровсько-донецької западини (коло Лубен, на горі Золотусі біля Ромен). Цінні продукти одержують із вод Сакського і Перекопського соляних озер. Значні запаси солі мають інші розташовані на півдні України озера і лимани.
Високоякісні кам'яні солі є важливою статтею експорту України.

## Кам'яна сіль на ринку України
У травні 2022 року український виробник "Артемсіль" зупинив роботу через бойові дії на Донеччині, що спричинило штучний дефіцит солі в Україні на короткий період. Інший великий виробник солі в Україні Дрогобицька солеварня не міг повністю закрити попит. В цей час довелося експортувати кам'яну сіль в Україну з інших країн, що вплинуло на подорожчання продукту.
Серед великих гравців, що реалізують кам'яну сіль в Україні в гуртових масштабах можна — Сіль Україна, ТзОВ«Гал-Експоторг», Система Оптимум та інші. 